# La Famille à remonter le temps
La Famille à remonter le temps est une émission de télévision française diffusée sur M6 depuis le 21 juillet 2016. Une version adaptation belge a démarré le 15 octobre 2017 sur La une (RTBF) avec 3 familles différentes, commençant par la destination 70, pour se terminer par la destination 90.

## Principe
Le principe de l'émission est de faire vivre une famille pendant quelques jours dans le quotidien d'une autre époque, les années 1980, les années 1970 ou encore les années 1990 par exemple. Style vestimentaire, habitude culinaire, programmes télévisés, décoration intérieure... tout change.
Le programme propose également des images d'archives sur ces époques, en revenant sur les principales modes, habitudes ou succès.

## Émissions
Trois numéros sont d'ores-et-déjà prévus avec une même famille.
| Épisode | Date            | Titre          | Famille                                                                       | Époque      | Téléspectateurs | Part d'audience | Références |
| ------- | --------------- | -------------- | ----------------------------------------------------------------------------- | ----------- | --------------- | --------------- | ---------- |
| 1       | 21 juillet 2016 | Destination 80 | Emmanuelle (mère) Alain (père) Pauline (16 ans) Clara (14 ans) Lucie (10 ans) | Années 1980 | 2 775 000       | 14,6 %          | [ 3 ]      |
| 2       | 20 juillet 2017 | Destination 70 | Emmanuelle (mère) Alain (père) Pauline (16 ans) Clara (14 ans) Lucie (10 ans) | Années 1970 | 2 251 000       | 11,8 %          | [ 4 ]      |
| 3       | 27 juillet 2017 | Destination 90 | Emmanuelle (mère) Alain (père) Pauline (16 ans) Clara (14 ans) Lucie (10 ans) | Années 1990 | 2 214 000       | 11,3 %          | [ 5 ]      |

## Polémique
Une séquence diffusée dans la 3ème émission, consacrée aux années 90, s'est intéressée au jeu vidéo Tomb Raider, sorti en 1996 sur PlayStation qui a rencontré un large succès grâce à ses 25 millions d'exemplaires vendus. Elle a déclenché une vive polémique lorsqu'on y voit la famille jouer au jeu avec des manettes de NES,, une console pourtant sortie en 1987 en France et en Europe où une version NES de Tomb Raider n'est jamais sortie sauf en Chine. Les internautes ont vite réagi sur Twitter, jugeant pour la plupart l'incompétence vis-à-vis d'M6.